# Zauckerode
Zauckerode (veraltet auch Zaukeroda) ist ein Stadtteil der sächsischen Großen Kreisstadt Freital im  Landkreis Sächsische Schweiz-Osterzgebirge.

## Geographie

### Nachbarorte
| Wurgwitz   | Pesterwitz                                  | Pesterwitz  |
| Wurgwitz   | Kompassrose, die auf Nachbargemeinden zeigt | Potschappel |
| Saalhausen | Döhlen                                      | Döhlen      |

## Geschichte

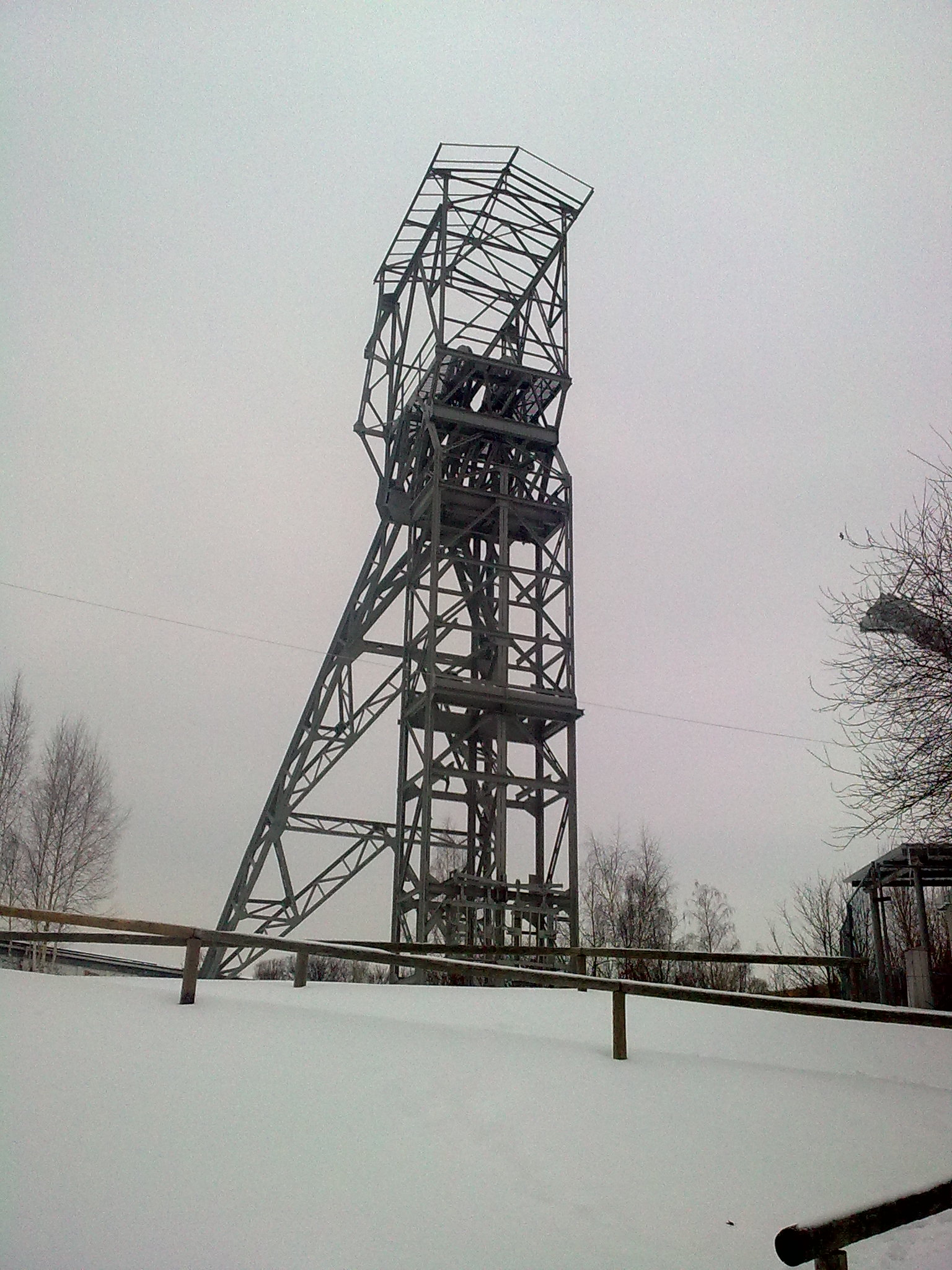
Alter Förderturm aus Gittersee als technisches Denkmal in Zauckerode

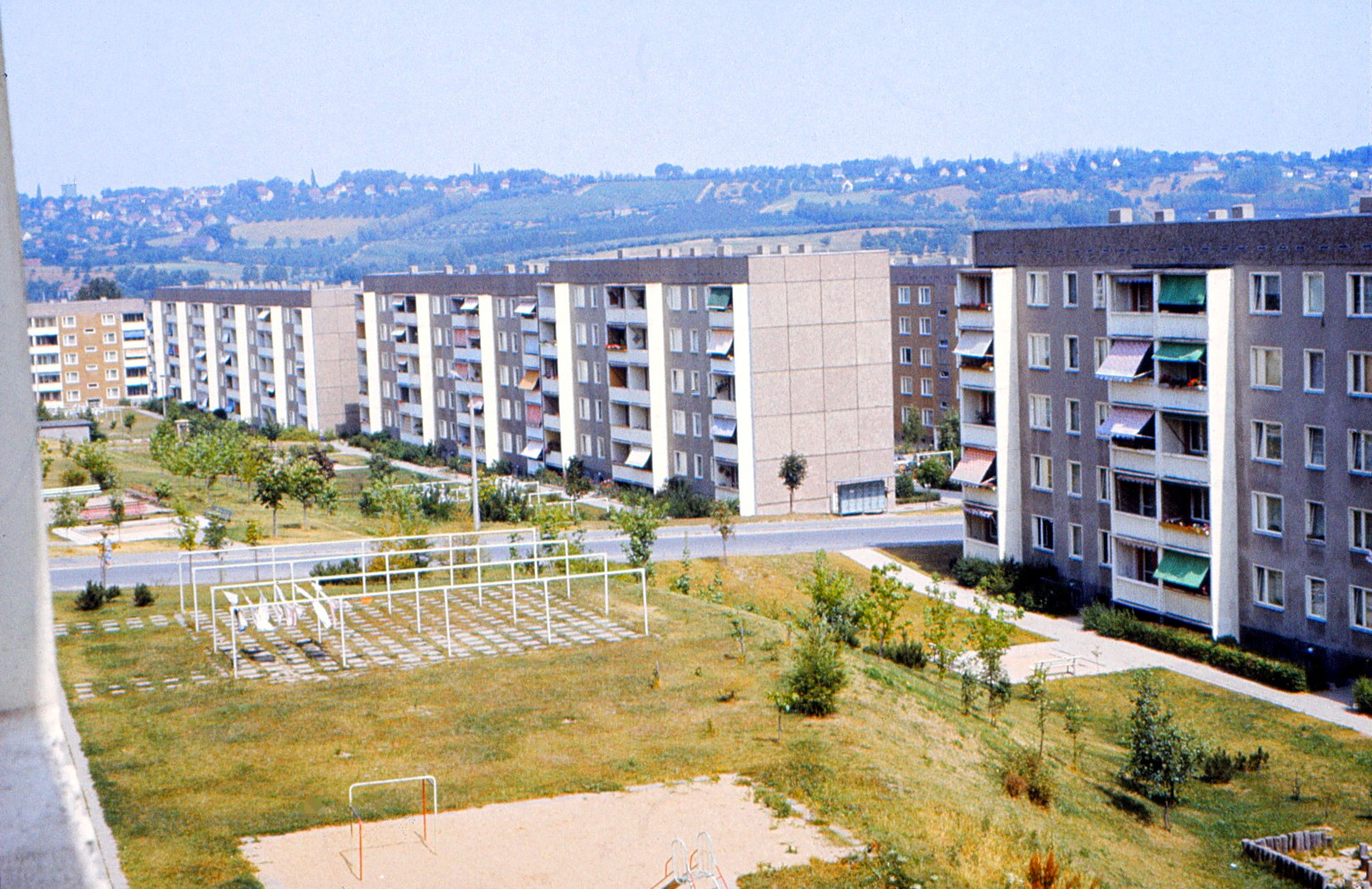
Neubaugebiet Zauckerode in den 1980er Jahren

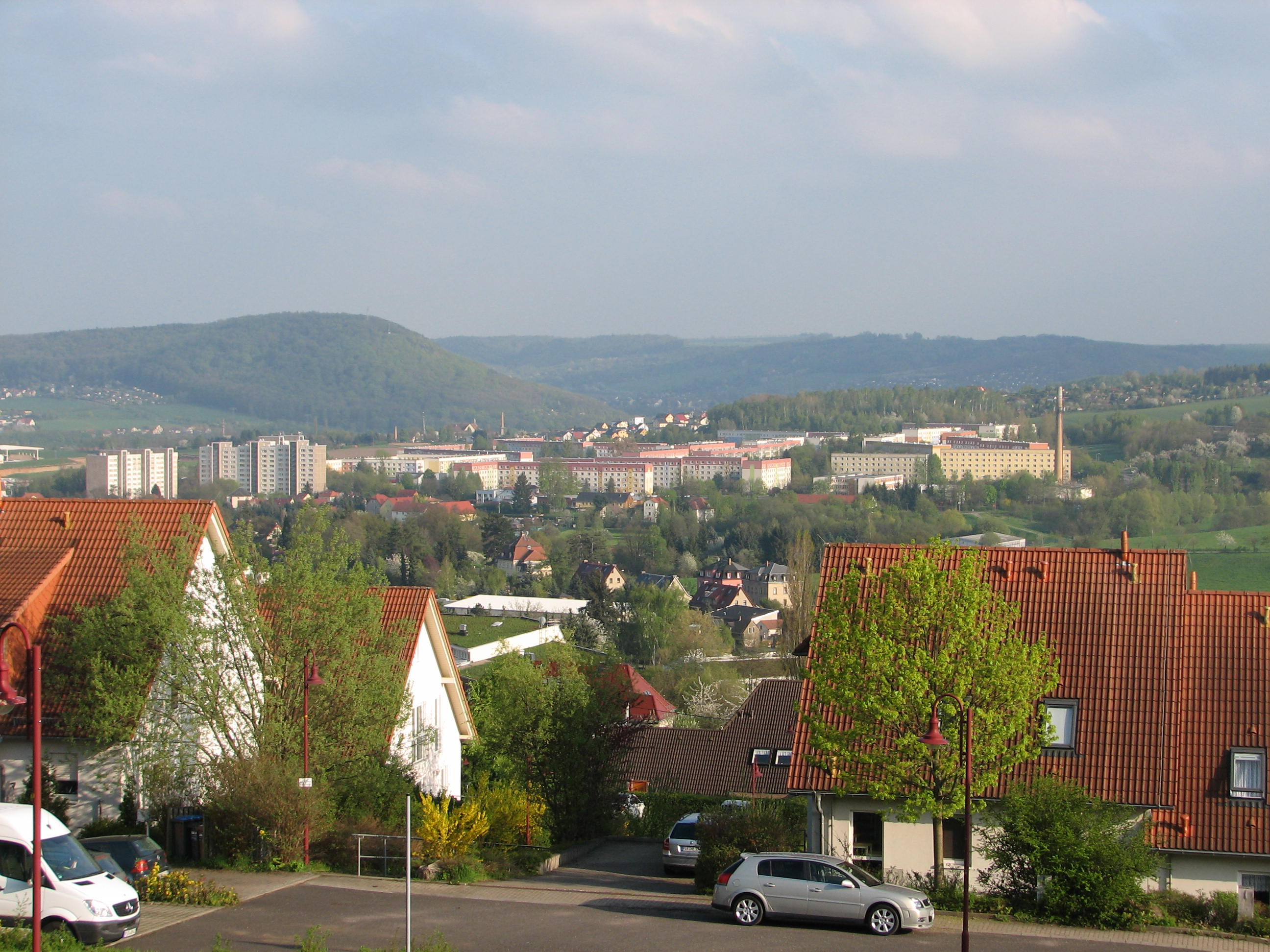
Blick von Wurgwitz auf die Plattenbausiedlung

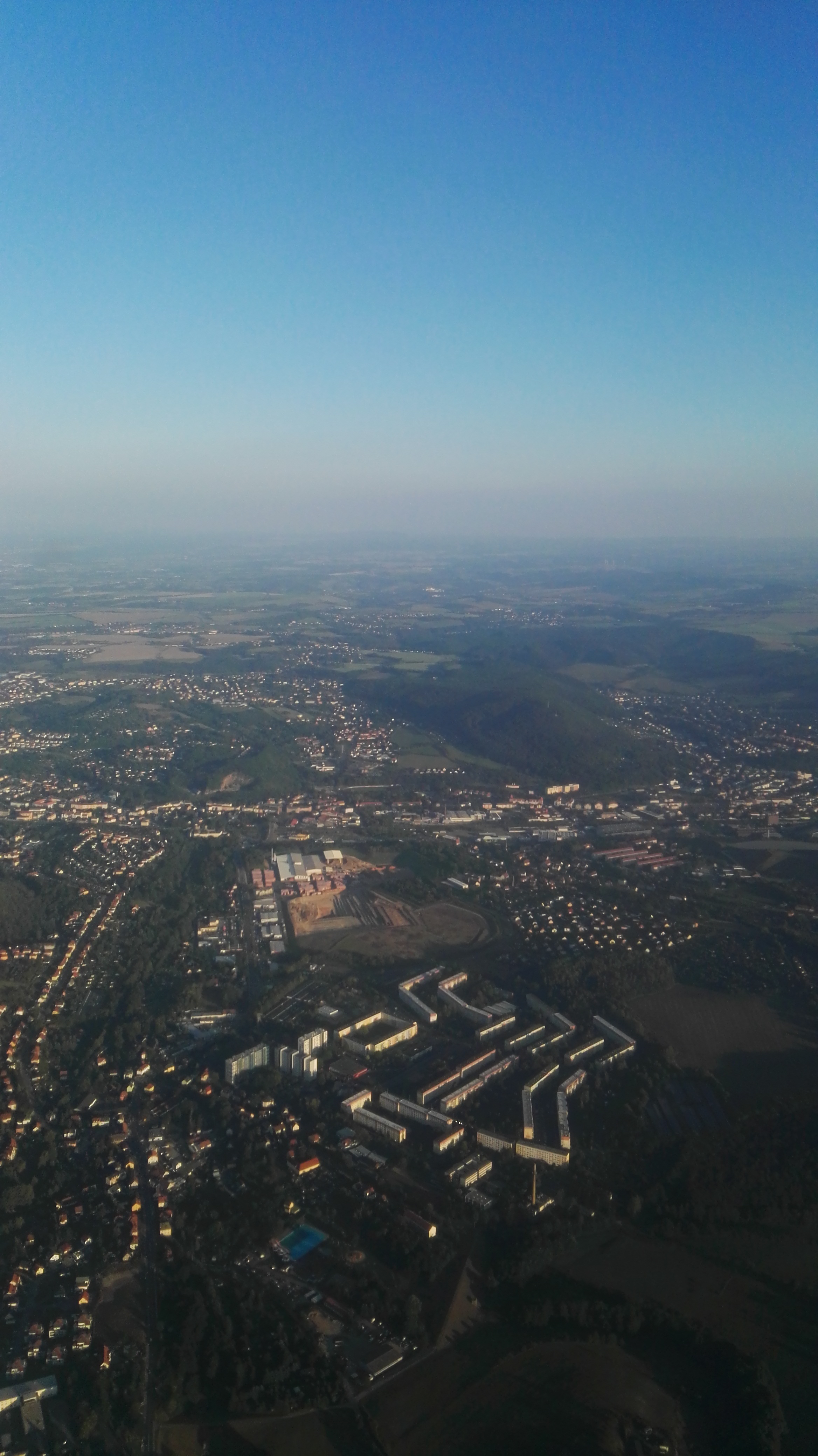
Luftbild von Zauckerode

Der Ort Zauckerode, 1228 als Herrensitz erstmals erwähnt, lag abseits der Hauptwege des Plauenschen Grundes. Das in einer bischöflich-meißnischen Urkunde einmalig genannte Geschlecht (Arnoldus de Zukerade) könnte auf die Herren von Döhlen zurückgehen (Arnoldus de Dolen 1206). Zum Rittergut wurde es im 17. Jahrhundert erhoben. Neben einer Mahlmühle an der Wiederitz gab es auch eine Rittergutsbrauerei, deren Weißbiere sogar am Hofe Augusts des Starken sehr beliebt waren.
Im 18. Jahrhundert wurde unter der Familie von Polenz erstmals in größerem Umfang Steinkohlenbergbau betrieben. Es gelang jedoch weder der Familie von Polenz noch den Nachfolgern von Schönberg, gewinnbringenden Bergbau zu treiben. Um die Wende zum 19. Jahrhundert kam der Steinkohlenbergbau links der Weißeritz fast zum Erliegen. Im Auftrag des Freiberger Oberbergamtes wurde seit 1789 im nahe gelegenen Niederhermsdorf staatlich subventioniert Steinkohle für die Hüttenwerke rund um Freiberg abgebaut. Als nach Besitzerwechsel und genauer Lagerstättenerkundung 1799 diese Grubenanlage käuflich an den sächsischen Fiskus kam, wurde damit unter Carl Wilhelm von Oppel und Faktor Ernst Friedrich Wilhelm Lindig der Grundstein des späteren Königlichen Steinkohlenwerkes Zauckerode gelegt. Im Jahr 1806 gingen daraufhin durch Verkauf die Rittergüter Zauckerode und Döhlen nebst allen Grubenfeldern an den sächsischen Staat über. Damit war erstmals im Döhlener Becken ein zusammenhängendes Grubenfeld entstanden, welches rentablen Bergbau ermöglichte.
An den Steinkohlenbergbau erinnert heute an markanter Stelle nahe dem Oppelschacht ein vom ehemaligen Schachtpunkt Dresden-Gittersee umgesetztes Fördergerüst. Die ehemalige Kohlenschreiberei des Oppelschachtes in Zauckerode dient heute der Stadtbibliothek Freital und zwei Vereinen als Domizil. Nachdem 1959 auf Freitaler Stadtflur und 1989 auf der gesamten Lagerstätte der Steinkohlenbergbau sein Ende fand, sanierte die Wismut GmbH zwischen 1993 und 2001 den Tiefen Elbstolln. Der 1837 fertiggestellte Stolln entwässert noch heute die links der Weißeritz gelegenen Altbergbaugebiete des Döhlener Beckens. Der Elbstolln spielt somit rund 180 Jahre nach seiner Auffahrung noch immer eine wichtige Rolle im hydrologischen System der Stadt Freital, zu der Zauckerode seit dem 1. Oktober 1922 gehört.
Die technische Entwicklung, angefangen mit der Erfindung der Kohlenwäsche (Ernst Friedrich Wilhelm Lindig) 1810, der ersten Dampfmaschine im sächsischen Bergbau 1820, bis hin zur zweiten elektrischen Lokomotive der Welt nach der auf der Berliner Gewerbeausstellung 1879 präsentierten Siemens-Lokomotive  (Grubenlok Dorothea von Siemens, Oppelschacht, 1882), machte den kleinen Ort Zauckerode und sein Steinkohlenwerk weit über sächsische Grenzen hinaus bekannt. Von 1876 bis 1878 entwickelte und erprobte Otto Lilienthal im Königlichen Steinkohlenwerk seine Schrämmaschine und lernte hier auch seine spätere Frau Agnes Fischer, die Tochter des Zauckeroder Obersteigers Hermann Fischer kennen. Originalfotos vom Oppelschacht und dem Kohleabbau im späten 19. Jahrhundert aus dem Fotobuch Der Kohlenbergmann in seinem Berufe (Heinrich Börner, 1894) sind online verfügbar.
Die 1904 in Potschappel gegründeten Bombastus-Werke haben seit 1906 Firmensitz, Produktionsstätten und Anbauflächen in Zauckerode. Während der vergangenen DDR-Zeit war das Werk alleiniger Verarbeiter von selbst kultiviertem Salbei, und noch heute stellt man Tee, Kosmetika und Gesundheitspflegemittel her.
Zu städtebaulicher Bedeutung gelangte Zauckerode in den Jahren nach 1970. Auf einer Fläche von 38 ha entstanden in den Jahren 1974 bis 1984 fast 2500 Wohnungen im Plattenbau-Standard, die seit 1992 saniert werden.

## Verkehr
Von 1886 bis 1972 hatte Zauckerode einen Bahnhof an der Schmalspurbahn Freital-Potschappel–Nossen. Zudem bestand seit 1856 die Niederhermsdorfer Kohlezweigbahn zum Oppelschacht, welche als Zweigbahn der Albertsbahn Dresden–Tharandt von Guido Brescius geplant wurde.
Zauckerode liegt direkt an der Staatsstraße 36, über die man die Bundesautobahn 17 über die Anschlussstelle Dresden-Gorbitz erreichen kann. Der nächste Flughafen ist der Flughafen Dresden. Zauckerode liegt in der Tarifzone Freital des Verkehrsverbundes Oberelbe und ist somit an den Öffentlichen Personennahverkehr angebunden. Der Regionalverkehr Sächsische Schweiz-Osterzgebirge bedient acht Bushaltestellen im Ortsgebiet.

## Persönlichkeiten
- Max Däbritz (1874–1947), Unternehmer, Spiritist und Firmengründer